# Societet

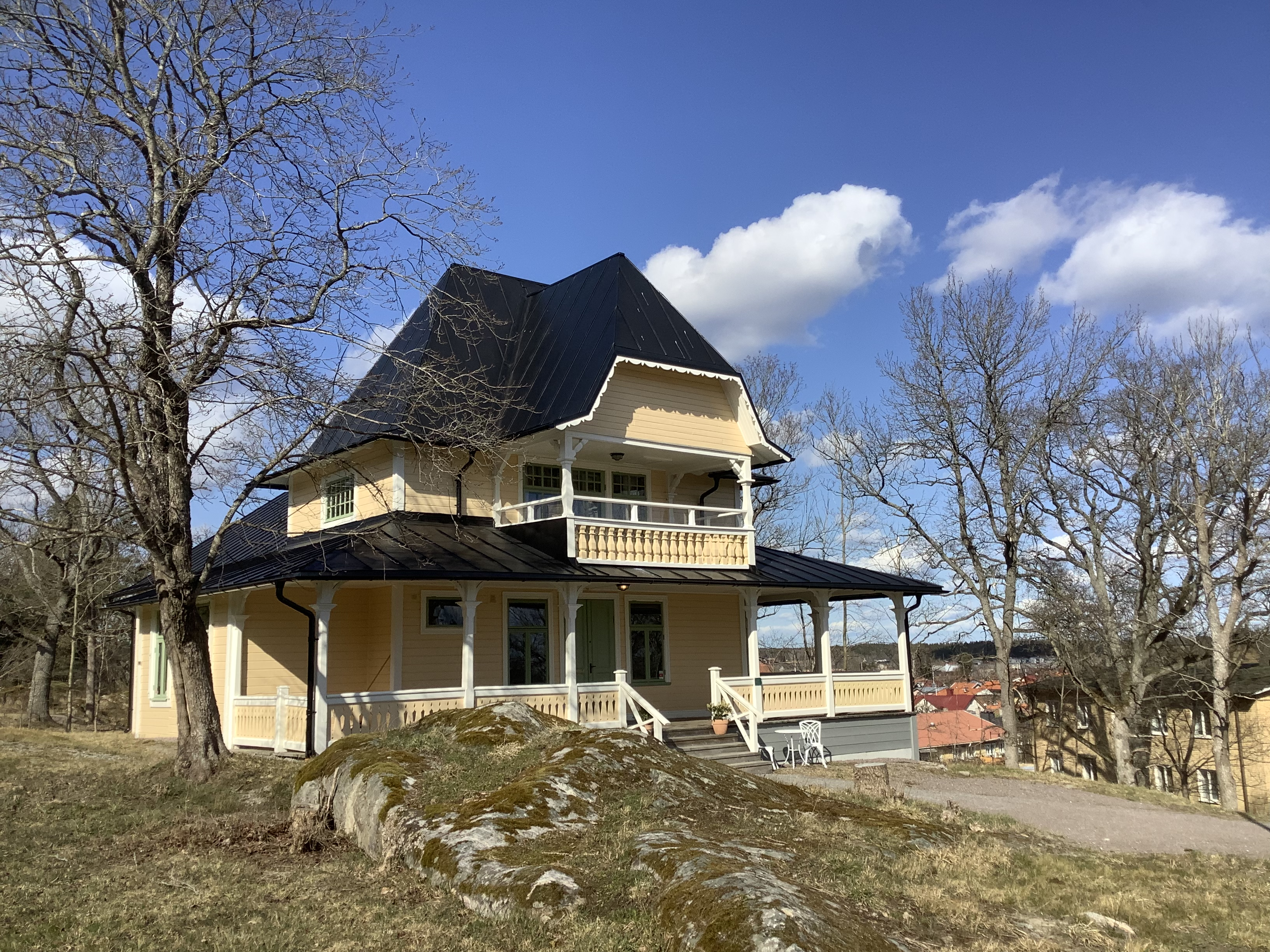
Societetshuset i Trosa

En societet är en förening, ett vetenskapligt eller vittert samfund eller ett sällskap. I äldre tid användes begreppet för bolag eller sammanslutning för handels- eller industriföretag eller yrkessammanslutningar, till exempel Apotekarsocieteten och Kirurgiska societeten.
Societet betecknar också den högsta samhällsklassen, använt bland annat i sammansättningar som "societetsdam" och "småstadssocietet" samt en beteckning för de genom börd, rang och rikedom framstående sällskapskretsarna i en ort.